# Mesembryanthemum napierense
Mesembryanthemum napierense är en isörtsväxtart som beskrevs av Klak. Mesembryanthemum napierense ingår i Isörtssläktet som ingår i familjen isörtsväxter. Inga underarter finns listade i Catalogue of Life.